# Pałac w Koropcu
Pałac w Koropcu – pierwotny klasycystyczny pałac w Koropcu zwieńczony czterospadowym dachem został wzniesiony przez Mysłowskich, właścicieli wsi na początku XIX w.  

## Opis
Na początku XIX wieku rodzina Mysłowskich herbu Rawicz zbudowała w Koropcu niewielki pałac klasycystyczny. Pod koniec XIX wieku majątek nabył Stanisław Marcin Badeni, który rozpoczął po 1893 roku przebudowę rezydencji w stylu neorenesansu wiedeńskiego, wg projektu nieznanego architekta. Prace budowlane zostały ukończone w 1906 roku. Od 1890 do lat dwudziestych XX wieku w pałacu mieściła się prywatna kaplica katolicka, najpierw rodziny Mysłowskich, a następnie Badenich. Pałac został częściowo zniszczony w latach 1914-1920 i wyremontowany w okresie międzywojennym. Pałac otaczał park krajobrazowy, ukształtowany przez słynnego ogrodnika Arnolda Röhringa, twórcę Parku Stryjskiego we Lwowie. Przed 1939 rokiem park liczył 200 ha, a obecnie jego powierzchnia wynosi już tylko około 6 ha. Po śmierci Stanisława Badeniego w roku 1912 majątek przypadł jego najmłodszemu synowi, Stefanowi (1885-1961), który był jego właścicielem do 1939 r. 
Po 1945 r. mieścił się w nim dom dziecka i szkoła.